# Copa Héctor Gómez
Copa Hector Gomez – piłkarski turniej towarzyski rozgrywany pomiędzy 1935 a 1943 w Urugwaju.
Został nazwany na cześć Héctora Rivadavii Gómeza, prezesa Asociación Uruguaya de Fútbol i CONMEBOL. W 1938 roku był finansowany przez ministerstwo spraw zagranicznych Urugwaju.

## Edycje

### 1935
| 18 lipca 1935 | Urugwaj | 1:1raport | Argentyna | Montevideo |
|               |         |           |           |            |

### 1936
| 20 września 1936 | Urugwaj | 2:1raport | Argentyna | Montevideo |
|                  |         |           |           |            |

### 1938
| 12 października 1938 | Urugwaj | 2:3raport | Argentyna | Montevideo |
|                      |         |           |           |            |

### 1940
| 18 lipca 1940 | Urugwaj | 3:0raport | Argentyna | Montevideo |
|               |         |           |           |            |

### 1943
| 4 kwietnia 1943 | Urugwaj | 0:1raport | Argentyna | Montevideo |
|                 |         |           |           |            |